# Parti France
De Waalse partij Parti France was een rattachistische volksnationalistische partij die pleitte voor afscheiding van het Waalse Gewest van België, waarna het annexatie door Frankrijk voorstond. Het Brussels Hoofdstedelijk Gewest en de faciliteitengemeenten in Vlaanderen en het gebied der Duitstalige Gemeenschap vielen buiten hun programma.
Het partijembleem was een rode anjer. Deze werd tijdens de Belgische Revolutie in 1831 in en om Luik gedragen door de voorstanders van aanhechting van het jonge België bij Frankrijk.
Op 29 januari 2006, ruim voor de gemeenteraadsverkiezingen van 8 oktober 2006, vormde de partij een kartel met het Rassemblement Wallon, het Mouvement Citoyens Wallons en het Wallon-Socialisme Démocratique onder de naam Listes Wallon, dat ook deelnam aan de federale verkiezingen op 10 juni 2007.
In 2008 ging de Parti France, samen met het Rassemblement Wallon en het Wallon-Socialisme Démocratique, op in het Union Pour la Wallonie, dat zich in 2011 herdoopte tot Rassemblement Wallon.